# Claudia Poll
Claudia Maria Poll Ahrens (ur. 21 grudnia 1972 w Managui) – kostarykańska pływaczka.
Claudia Poll urodziła się w Nikaragui w rodzinie niemieckich emigrantów. W wyniku niestabilnej sytuacji politycznej w Nikaragui, jej rodzice zdecydowali się przenieść do sąsiedniej Kostaryki. Claudia Poll zaczęła trenować pływanie w 1979 roku. Szybko zaczęła odnosić sukcesy w pływaniu, stając się najlepszą zawodniczką w Kostaryce. W 1993 otrzymała obywatelstwo Kostaryki i zaczęła startować w jej barwach.
Podczas swojej 20-letniej kariery była 20-krotnie członkinią kadry narodowej Kostaryki. Największe sukcesy odnosiła w latach 1994–2001, kiedy to została mistrzynią olimpijską w 1996 roku oraz mistrzynią świata w 1998 roku. W 1997 roku, po zdobyciu mistrzostwa świata na 200 i 400 metrów stylem dowolnym na krótkim basenie (dwa lata wcześniej również zdobyła złote medale w tych konkurencjach) oraz ustanowieniu rekordu świata na 400 metrów na krótkim basenie, została uznana za najlepszą pływaczkę na świecie. Po tych sukcesach została uznana za najlepszego sportowca XX wieku w Kostaryce. Podczas igrzysk olimpijskich w Sydney w 2000 roku zdobyła 2 brązowe medale. Podczas swojej kariery zdobyła w sumie 1 złoty medal olimpijski i 2 brązowe, 5 złotych, 1 srebrny i 2 brązowe medale mistrzostw świata w pływaniu, ustanowiła 144 rekordy: 52 rekordy Kostaryki, 5 rekordów CCCAN, 14 rekordów Ameryki Środkowej, 66 rekordów międzynarodowych, 3 rekordy świata i 4 rekordy mistrzostw świata. Zdobyła w sumie 699 medali i 50 trofeów.
W 2002 roku została skazana na 4 lata dyskwalifikacji za stosowanie nandrolonu. W wyniku apelacji kara została jej skrócona do 2 lat, dzięki czemu mogła wystąpić na igrzyskach w Atenach w 2004, jednak nie udało jej się awansować do finału 400 metrów stylem dowolnym. Po tym starcie zdecydowała się zakończyć sportową karierę.
Jej siostrą jest Silvia Poll – również medalistka olimpijska w pływaniu.